# Sommer-Paralympics 2016/Teilnehmer (Afghanistan)
| stlisierte Goldmedaille | stlisierte Silbermedaille | stlisierte Bronzemedaille |
| ----------------------- | ------------------------- | ------------------------- |
| —                       | —                         | —                         |

Afghanistan entsendete zu den Paralympischen Sommerspielen 2016 in Rio de Janeiro einen Athleten.

## Teilnehmer nach Sportart

### Leichtathletik
| Männer                |                 |   |   |   |   |         |    |    |
| Mohammed Naiem Durani | Speerwerfen F44 | - | - | - | - | 26,51 m | 16 | 16 |